# Zbrodnia w Gardelegen

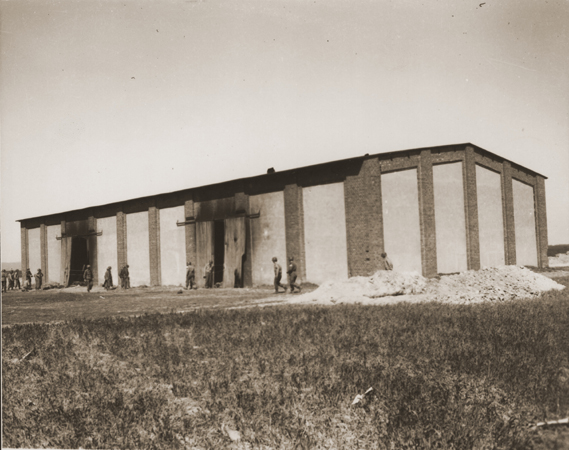
Stodoła, miejsce zbrodni

Zbrodnia w Gardelegen – masakra więźniów obozów koncentracyjnych dokonana przez formacje SS, Luftwaffe, Hitlerjugend i miejscową ludność niemiecką pod koniec II wojny światowej.
13 kwietnia 1945 na terenie majątku ziemskiego Isenschnibbe, w pobliżu północnoniemieckiego miasta Gardelegen, niemieccy strażnicy zamknęli 1016 więźniów, których gnano z ewakuowanych obozów Mittelbau-Dora i Hannover-Stöcken, w wielkiej, murowanej stodole, którą następnie podpalili. Większość więźniów spłonęła żywcem; do próbujących uciekać strzelano. Zbrodnię wykryto dwa dni później, gdy teren ten został zajęty przez żołnierzy 102 Dywizji United States Army. Jedenastu więźniów odnaleziono żywych – 7 Polaków, 3 Rosjan i 1 Francuza. Zeznania ocaleńców zostały zebrane i opublikowane przez Melchiora Wańkowicza w 1969, w książce Od Stołpców po Kair.

## Przebieg masakry

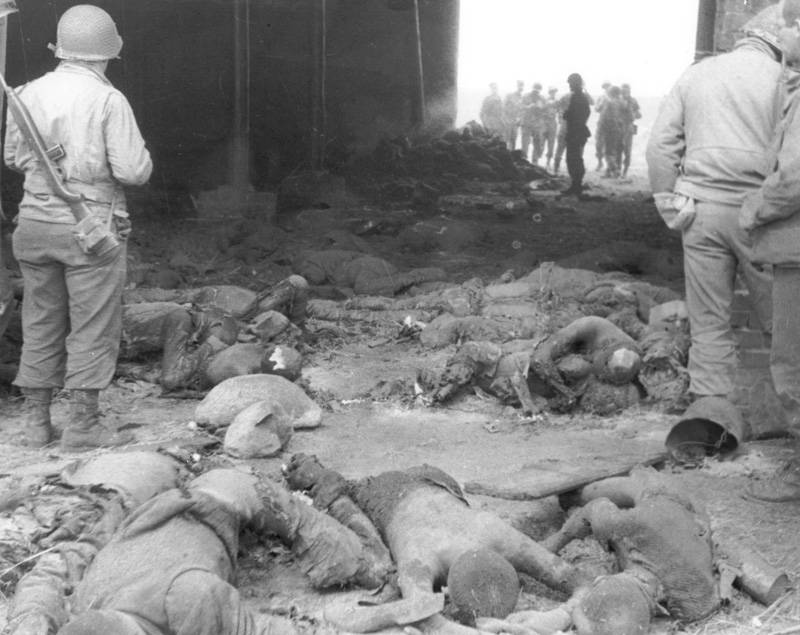
Amerykanie oglądają ciała więźniów

Do wykrycia tej zbrodni doszło przez przypadek. 14 kwietnia 1945 został ujęty przez Niemców łącznikowy oficer amerykański, porucznik Emerson Hunt, który zmierzał z dowództwa 102 Dywizji Piechoty Ozark do 701. batalionu czołgów. Oficer ten przekonał obrońców Gardelegen, że do miasta zbliżają się amerykańskie czołgi, co zmusiło niemieckiego komendanta do kapitulacji. W ten sposób Amerykanie przybyli na miejsce, zanim Niemcy zdołali pogrzebać ciała wszystkich ofiar.
W dniach 3–4 kwietnia, na wieść o oddziałach US Army forsujących Ren i wkraczających do Niemiec, komendantura SS obozu koncentracyjnego Mittelbau-Dora wydała rozkaz ewakuacji więźniów obozu głównego i licznych podobozów transportem kolejowym lub pieszo do bardziej oddalonych obozów: Bergen-Belsen, Sachsenhausen, czy Neuengamme.
W ciągu kilku dni około 3000 więźniów z obozów Mittelbau-Dora i podobozu Neuengamme przybyło do Gardelegen, gdzie musieli opuścić wagony, ponieważ torowiska zostały zniszczone przez lotnictwo alianckie i dalszy transport kolejowy był niemożliwy. SS-mani, których było niewielu w stosunku do liczby więźniów, otrzymali wsparcie w postaci miejscowych strażaków, żołnierzy Luftwaffe, starszych wiekiem volkssturmistów i nastolatków z Hitlerjugend, którzy mieli pilnować więźniów.
13 kwietnia ponad tysiąc więźniów, w większości chorych i niezdolnych do dalszego marszu, wypędzono z Gardelegen i zagnano do wielkiej murowanej stodoły należącej do majątku Isenschnibbe. Następnie strażnicy zabarykadowali wrota i podpalili oblaną benzyną słomę. Więźniów, którzy usiłowali gasić pożar lub uciekać przed ogniem robiąc podkopy pod ścianami, zabijano strzelając z broni palnej i panzerfaustów; do stodoły wrzucano też granaty. Następnego dnia SS-mani i ich pomocnicy wrócili z zamiarem zatarcia śladów zbrodni. Planowali zabicie ewentualnie ocalonych, spalenie resztek ciał i stodoły. Na przeszkodzie stanęły szybkie postępy żołnierzy 102 DP.
14 kwietnia Amerykanie wkroczyli do Gardelegen, a dzień później odkryli ślady masakry. W ciągle jeszcze tlącej się stodole i wykopanych w pobliżu rowach znaleźli zwłoki 1016 więźniów. Podczas ekshumacji okazało się, że stan w jakim znajdują się zwłoki, uniemożliwia zidentyfikowanie większości zamordowanych. Alianci ustalili nazwiska zaledwie czterech osób, a na 301 krzyżach umieścili numery obozowe. 711 więźniów nie udało się w ogóle zidentyfikować. Udało się im ponadto rozpoznać narodowość 186 ofiar: 60 Polaków, 52 Rosjan, 27 Francuzów, 17 Węgrów, 8 Belgów, 5 Niemców, 5 Włochów, 4 Czechów, 4 Jugosłowian, 2 Holendrów, 1 Meksykanina i 1 Hiszpana. Większość stanowili Polacy. 
Udało im się także przesłuchać kilku więźniów, którzy przeżyli pożar i ostrzał. Przybyli wkrótce korespondenci wojenni sporządzili dokumentację fotograficzną, a 19 kwietnia informacje o masakrze w Gardelegen zaczęły pojawiać się w mediach całego wolnego świata. Tego właśnie dnia zarówno New York Times, jak i Washington Post zamieściły artykuły o masakrze, cytując wypowiedź jednego z amerykańskich żołnierzy:

Nigdy dotąd nie byłem pewien o co właściwie walczę. Zawsze mogłem powiedzieć, że takie historie to propaganda, ale teraz wiem że to nieprawda. Tu leżą ciała; wszyscy ci ludzie są martwi.

21 kwietnia amerykański komendant miasta nakazał 200-300 mężczyznom z Gardelegen wykopanie grobów i godne pochowanie zamordowanych. Amerykańscy żołnierze opowiadali, iż widoczne było, że Niemcy tylko udawali skruchę i wyrzuty sumienia. W rzeczywistości byli zadowoleni z obrotu spraw. Czuli ulgę, że nie dane im było dostać się w ręce uwolnionych więźniów.
W ciągu następnych pięciu dni niemieccy cywile wydobyli 586 zwłok z rowów i 430 ze stodoły, składając każde ciało w osobnym grobie. 25 kwietnia żołnierze 102 DP oddali honory ofiarom i ustawili tablicę ze stosownym napisem, a pułkownik George Lynch wygłosił pod adresem mieszkańców Gardelegen następujące oświadczenie:

Wmawiano wam, że niemieckie zbrodnie wojenne to wymysł alianckiej propagandy. Teraz sami widzicie. Niektórzy będą mówić, że to dzieło nazistów, inni wskazywać będą na Gestapo. Nieprawda. Odpowiedzialność ponoszą wszyscy Niemcy... Wasza tak zwana rasa panów pokazała, że panować może tylko w zbrodniach, okrucieństwach i sadyzmie. Sami pozbawiliście się szacunku cywilizowanego świata.

## Śledztwo

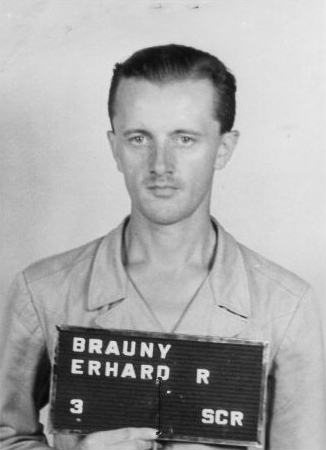
Erhard Brauny

Śledztwo mające wykrycie sprawców masakry prowadził podpułkownik Edward E. Cruise z wydziału zbrodni wojennych prokuratury 9 Armii. Jego raport, jak również inne dokumenty dotyczące tej sprawy, znajdują się w archiwach US Army, teczka nr 000-12-242.
SS-Untersturmführer Erhard Brauny, dowódca transportu więźniów ewakuowanych z obozu koncentracyjnego Mittelbau-Dora, który był obecny w Gardelegen, w roku 1947 został postawiony przed amerykańskim trybunałem wojskowym i skazany na dożywocie. Zmarł w więzieniu w 1950 roku.
Człowiek przypuszczalnie bezpośrednio odpowiedzialny za masakrę, to niejaki Gerhard Thiele – wysoko postawiony nazistowski cywilny urzędnik na obszarze dystryktu Gardelegen. Nigdy go nie schwytano.

## Upamiętnienie
Miejsce masakry jest obecnie cmentarzem i miejscem pamięci narodowej (Gedenkstätte Feldscheune Isenschnibbe Gardelegen), w latach 1952 i 1971 przebudowywanym przez władze ówczesnej Niemieckiej Republiki Demokratycznej.
Napis na tablicy umieszczonej w roku 1945 przez Amerykanów głosi:

Cmentarz Wojenny
Gardelegen
Tu spoczywa 1016 alianckich więźniów
zamordowanych przez ich strażników.
Zostali pochowani przez mieszkańców
Gardelegen, na których spoczywa
odpowiedzialność za utrzymanie
grobów tych nieszczęsnych tak długo,
jak długo pamięć przetrwa w sercach
ludzi miłujących pokój
na całym świecie.
Ustanowiony pod nadzorem
102 DP, United States Army.
Akty wandalizmu będą surowo karane
zgodnie z prawem administracji wojskowej.
Generał major Frank A. Keating
US Army. Dowódca

Po wojnie miejscowość Gardelegen znalazła się w radzieckiej strefie okupacyjnej. W 1951 amerykańską tablicę usunięto, zastępując ją rok później „antyimperialistycznym” napisem wykonanym na zlecenie władz NRD. Pierwotną (wraz z tłumaczeniami na języki niemiecki, francuski i polski) odtworzono po zjednoczeniu Niemiec.